# Kaj Driessen
Kaj Driessen (Montréal, 28 december 1970) is een Nederlands regisseur.

## Biografie
Driessen werd geboren Montréal, Canada. Zijn jeugd en middelbareschooltijd bracht hij door in Den Haag. Hierna ging hij wederom naar Montreal, alwaar hij een jaar op Dawson College Film and TV department studeerde. Toen hij vervolgens weer in Nederland ging wonen deed hij een opleiding aan de Hogeschool voor de Kunsten in Utrecht.

## Carrière
Na zijn opleiding was hij betrokken bij het maken van diverse commercials voor bedrijven als Albert Heijn en het BIO Kinderrevalidatiecentrum Arnhem. In 1999 regisseerde hij voor Joop van den Ende Producties de special Wie is Wie in Westenwind?. Later ging hij aan de slag als opnameleider bij de bekroonde serie Westenwind. Voor Endemol regisseerde Driessen ook in 2002 de telenovelle Bon bini beach, waarvoor hij enkele maanden op Curaçao doorbracht. Niet lang na terugkomst werd hij een van de vaste regisseurs van de soapserie Goede tijden, slechte tijden. Tussen 2003 en 2005 regisseerde hij tientallen afleveringen. Begin 2009 viel hij nog een aantal keer in bij GTST.
In 2008 maakte hij samen met zijn vader Paul Driessen de korte film The 7 Brothers. Een film waarin live action en animatie door elkaar heenlopen. Deze film werd wereldwijd enkele malen bekroond.
De laatste jaren verzorgde Driessen de regie van dramaseries als Tita Tovenaar (AVRO), SpangaS (NCRV), Lotte (Talpa), VRijland (KRO), Sesamstraat (NTR) en de speelfilm IkJijHijZij die werd geselecteerd voor het Toronto Arthouse Film Festival (Canada).